# ラーニー (護衛空母)
|          |                                |
| 艦歴     |                                |
| 発注     |                                |
| 起工     | 1943年1月5日                   |
| 進水     | 1943年6月2日                   |
| 就役     | 1943年11月8日                  |
| 退役     | 1947年1月22日                  |
| 除籍     |                                |
| その後   | 商船として売却                 |
| 性能諸元 |                                |
| 排水量   | 7,800トン                      |
| 全長     | 495 ft 8 in(151.1 m)           |
| 全幅     | 69 ft 6 in (21.2 m)            |
| 吃水     | 26 ft (7.9 m)                  |
| 機関     |                                |
| 最大速   | 18 ノット                      |
| 航続距離 |                                |
| 乗員     | 士官、兵員890名                |
| 兵装     | 5インチ砲2門、連装40mm機銃20基 |
| 搭載機   | 24                             |

ニアンティック (USS Niantic, AVG/ACV/CVE-46) は、アメリカ海軍の護衛空母。ボーグ級航空母艦の1隻。

## 艦歴
艦は海事委任契約の下ワシントン州タコマのシアトル・タコマ造船所で1943年1月5日に起工する。1943年6月2日にレイ・V・ブランコ夫人によって進水する。1943年7月15日に CVE-46（護衛空母）に艦種変更され、1943年11月8日にレンドリース法に基づきイギリス海軍に移管され、ラーニー (HMS Ranee, D03) と命名された。
ラーニーは38隻のC3貨物船改装護衛空母の一隻としてイギリス海軍で運用され、大西洋で船団護衛任務に従事した。搭載航空団は大西洋でのUボートとの戦いで形勢逆転に寄与し、ビスケー湾に追い詰めるのを支援した。
1945年の後半には訓練艦隊の一隻として任務に従事し、1946年11月21日にバージニア州ノーフォークでアメリカ海軍へ返還された。1947年6月9日にアラバマ州モービルのウォーターマン・スチームシップ社に売却され、Friesland と改名された。その後 Pacific Breeze と改名され、1974年に台湾でスクラップとして廃棄された。